# Хеті IV
Хеті IV, Меріїбра — давньоєгипетський фараон з IX чи X династії.